# The Circle (film, 2005)
Pour les articles homonymes, voir The Circle.
Pour plus de détails, voir Fiche technique et Distribution.
The Circle est un film américain réalisé par Yuri Zeltser, sorti en 2005.

## Synopsis
Jay apprend qu'un contrat a été placé sur la tête de son mari et qu'un homme a été engagé pour l'exécuter. 
Elle retrouve le tueur à gages et le persuade de ne pas effectuer sa mission mais de l'aider à retrouver le commanditaire de l'assassinat ...

## Fiche technique
- Titre : The Circle
- Réalisation : Yuri Zeltser
- Scénario : Yuri Zeltser
- Production : Ram Bergman, Dana Lustig, Yan Fisher Romanovsky, Jake Schmidt, Michele Berk, Kjehl Rasmussen et Glen Reynolds
- Société de production : Bergman Lustig Productions
- Musique : Tal Bergman et Larry Seymour
- Photographie : George Mooradian (de)
- Décors : Yuda Acco
- Costumes : Marie France
- Pays d'origine : États-Unis
- Format : Couleurs - 1,78:1 - Dolby Surround - DV
- Genre : Drame et thriller
- Durée : 103 minutes
- Date de sortie : 18 mai 2005 (festival de Cannes)

## Distribution
- Angela Bettis : Jay
- Scott Cohen : Stan
- Henry Czerny : Rick
- David Proval : Dad
- Jill Jacobson : Mom
- Bokeem Woodbine : le policier
- Kamala Lopez-Dawson : Hilga
- Joe Unger : le propriétaire du motel
- Yury Tsykun : Sing
- Grace Cary Bickley : la commerciale

## Autour du film
- Filmé en temps réel sous forme d'unique plan-séquence, sans montage, le tournage s'est déroulé à Los Angeles du 12 janvier au 16 janvier 2003. Cinq nuits équivalent à cinq prises furent nécessaires[1].
- Parmi les autres films dont l'action se déroule en temps réel, citons La Corde (1948) d'Alfred Hitchcock ou Time Code (2000) de Mike Figgis. Quant aux films composés d'un unique plan-séquence, citons Temps réel (2002) de Fabrizio Prada ou L'Arche russe (2002) d'Alexandre Sokourov.